# سكندراي

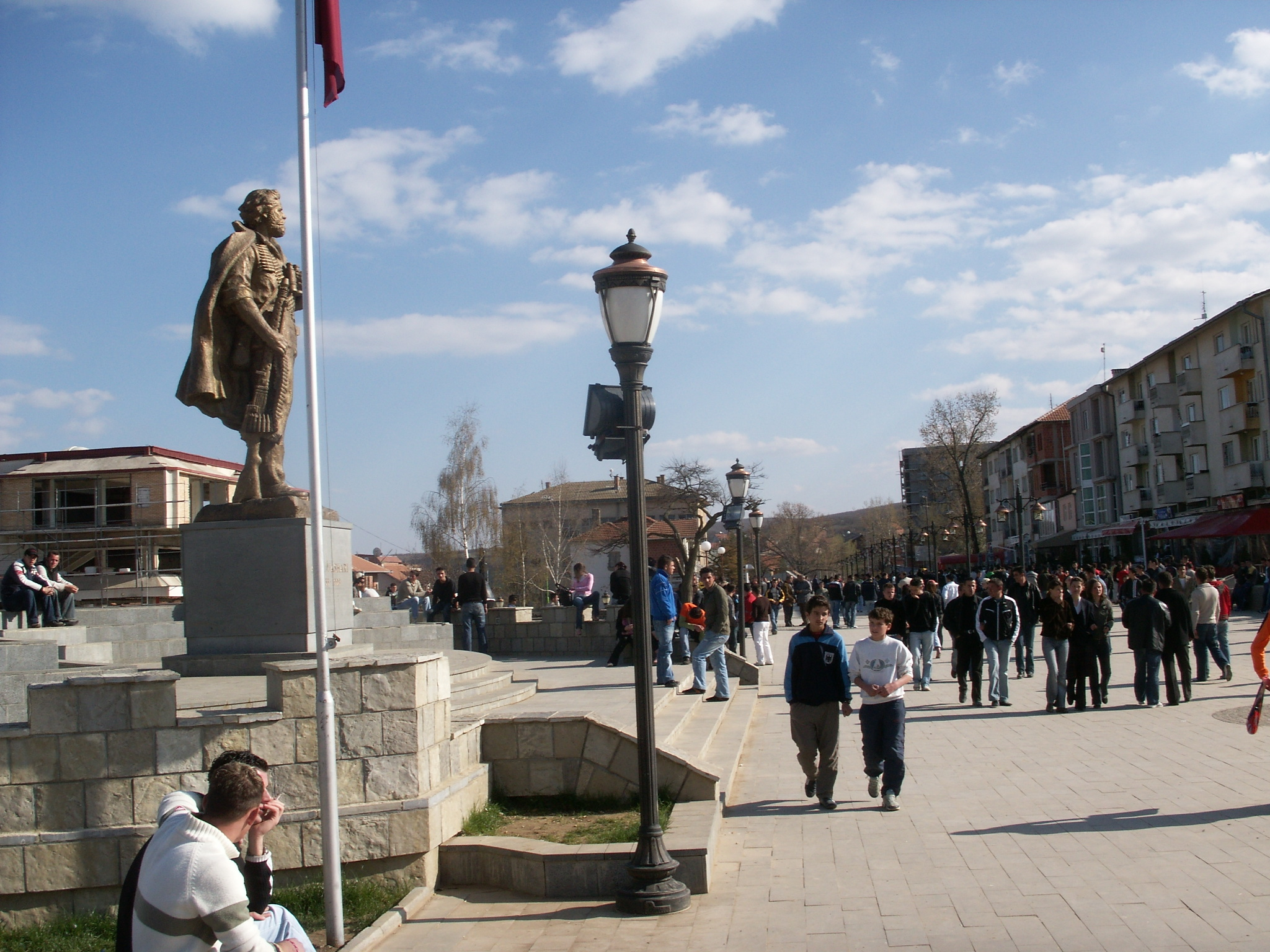
صورة لمدينة سكندراي

سكندراي (بالألبانية: Skënderaj) وتسمى أيضا سيربيكا بالصربية وهي محافظة ومدينة تقع شمال كوسوفو يبلغ عدد سكانها 51 ألف نسمة وتسكنها غالبية ألبانية مع وجود بعض الأقليات الصربية والتركية والبسنية

## التاريخ
الاسم سكندراي مأخوذ من اسم البطل الألباني الأسطوري سكندرباغ واسمها القديم سربيكا أطلقها عليه الصرب ويعني أرض الصرب

## المعالم
المسجد الحنفي الكبير المتواجد في وسط المدينة